# Station Neustadt am Rübenberge
Station Neustadt am Rübenberge (Bahnhof Neustadt am Rübenberge) is een spoorwegstation in de Duitse plaats Neustadt am Rübenberge in de deelstaat Nedersaksen. Het station ligt aan de spoorlijn Wunstorf - Bremerhaven.

## Indeling
Het station heeft één zijperron en één eilandperron met twee perronsporen (in totaal drie). Het eilandperron heeft een overkapping, het zijperron alleen abri's. Onder de sporen ligt een voetgangerstunnel, die via een trap en een lift toegang biedt aan het eilandperron. Aan beide zijde van de sporen zijn er fietsenstallingen, aan de westzijde langs de straat An der Eisenbahn zijn er parkeerplaatsen. Het stationsplein met het stationsgebouw bevinden zich aan de oostzijde van de sporen. Hier is het centrale busstation van Neustadt (Zentraler Omnibus-Bahnhof, ZOB) en een taxistandplaats.

## Verbindingen
Het station is onderdeel van de S-Bahn van Hannover, die wordt geëxploiteerd door DB Regio Nord. De volgende treinseries doen het station Neustadt am Rübenberge aan:
| Serie | Treinsoort                       | Route | Bijzonderheden                     |
| ----- | -------------------------------- | --- | ---------------------------------- |
| RE 1  | Regional-Express (DB Regio Nord) | Hannover Hbf – Neustadt am Rübenberge – Nienburg (Weser) – Verden (Aller) – Bremen Hbf – Delmenhorst – Hude – Oldenburg (Oldb) Hbf – Leer (Ostfriesl) – Emden Hbf – Norddeich Mole | Rijdt eenmaal per twee uur.        |
| RE 8  | Regional-Express (DB Regio Nord) | Bremerhaven-Lehe – Bremerhaven Hbf – Bremen Hbf – Verden (Aller) – Nienburg (Weser) – Neustadt am Rübenberge – Hannover Hbf                                                        | Rijdt eenmaal per twee uur         |
| S2    | S-Bahn (DB Regio Nord)           | Nienburg (Weser) – Neustadt am Rübenberge – Seelze – Hannover Hbf – Weetzen – Barsinghausen – Haste                                                                                | Zondags alleen Nienburg - Hannover |